# Батыров, Кадыржан Алимжанович
Кадыржан Алимжанович Батыров (9 марта 1956 — 4 декабря 2018) — киргизский предприниматель, экс-депутат киргизского парламента (Жогорку Кенеш), лидер узбекской общины Кыргызстана (вице-президент республиканского Узбекского национально-культурного центра, президент Узбекского национально-культурного центра Джалалабадской области).

## Биография
Президент построенного на собственные средства частного университета Дружбы народов имени Алима Батырова. Государственный советник 2-го класса. Член политсовета партии «Родина». Награждён медалью «Данк» за укрепление межнационального согласия. Почётный гражданин города Джалал-Абад. В период правления Бакиева испытал сильное давление со стороны власти. Со стороны братьев Бакиевых, в отместку за оппонирование Бакиевым на выборах в Жогорку Кенеш 2005 года были организованы аресты предприятий, земельных участков и жилого дома принадлежащих предприятиям К. Батырова. Со стороны правоохранительных органов на Батырова было заведено уголовное дело по обвинениям в разжигании межнациональной вражды и вооружённого мятежа против правительственных войск в г. Жалалабад.. Получил политическое убежище в Швеции.
Скончался 4 декабря 2018 года в Одессе.